# Molinaseca
Molinaseca – gmina w Hiszpanii, w prowincji León, w Kastylii i León, o powierzchni 79,63 km². W 2011 roku gmina liczyła 886 mieszkańców.